# Бир, Сет
Сет Майкл Бир (англ. Seth Michael Beer; 18 сентября 1996, Мэривилл, Иллинойс) — американский бейсболист, аутфилдер и игрок первой базы клуба Главной лиги бейсбола «Аризона Даймондбэкс». На студенческом уровне играл за команду Клемсонского университета.

## Биография
Сет Бир родился 18 сентября 1996 года в Мэривилле в штате Иллинойс. В детстве занимался плаванием, в возрасте 11 и 12 лет установил рекорды США на дистанциях 50 и 100 метров на спине в своей возрастной категории. Во время учёбы в старшей школе имени Ламберта в Джорджии Бир два года играл за футбольную команду. В составе школьной бейсбольной команды он провёл три сезона, побеждал в чемпионате штата. После окончания школы он занимал первое место в рейтинге лучших молодых игроков Джорджии и был первым аутфилдером страны по рейтингам сайта Perfect Game. Был игроком сборной США возрастной категории до 17 лет.

### Студенческая карьера
После окончания школы Бир поступил в Клемсонский университет. В сезоне 2016 года он дебютировал в бейсбольном турнире NCAA. В 62 сыгранных матчах его показатель отбивания составил 36,9 %, он выбил 18 хоум-ранов и набрал 70 RBI. По итогам сезона он стал обладателем Дик Хаузер Трофи, награды лучшему игроку студенческого бейсбола. До Бира лауреатом награды не становился ни один новичок. Также он был включён в сборную звёзд NCAA по семи разным версиям.
В сезоне 2017 года Бир сыграл 63 матча, отбивая с показателем 29,8 %, выбив 16 хоум-ранов и набрав 53 RBI. По его итогам он стал лидером NCAA по числу заработанных уоков. В 2018 году он провёл 63 матча с показателем отбивания 30,1 %. В обоих сезонах Бир входил в число полуфиналистов Дик Хаузер Трофи. Суммарно за три сезона карьеры он сыграл 188 матчей и стал первым в истории университета игроком, выбивавшим не менее 16 хоум-ранов в течение трёх лет.

### Профессиональная карьера
Летом 2018 года на драфте Главной лиги бейсбола Бир был выбран «Хьюстоном» в первом раунде под общим 28 номером. В июне он подписал с клубом контракт, получив бонус в размере 2,5 млн долларов, и дебютировал на профессиональном уровне в составе «Трай-Сити Вэлликэтс» в Лиге Нью-Йорка и Пенсильвании. В первой половине сезона 2019 года он провёл 98 матчей за «Фейетвилл Вудпекерс» и «Корпус-Кристи Хукс». В июле Бир стал одним из четырёх игроков, которых «Астрос» обменяли в «Аризону» на питчера Зака Гринке.
В 2020 году Бир не играл в официальных матчах, так как сезон в младших лигах был отменён из-за пандемии COVID-19. Чемпионат 2021 года он начал на уровне AAA-лиги в составе «Рино Эйсиз». В Западной лиге он сыграл 100 матчей, отбивая с эффективностью 28,7 %, выбив 16 хоум-ранов и набрав 53 RBI. В сентябре 2021 года Бир был вызван в основной состав «Даймондбэкс». До конца чемпионата он принял участие в пяти матчах, выбив один хоум-ран. Сезон Бир завершил досрочно из-за травмы плеча, потребовавшей хирургического вмешательства.